# Spiegeldriehoek

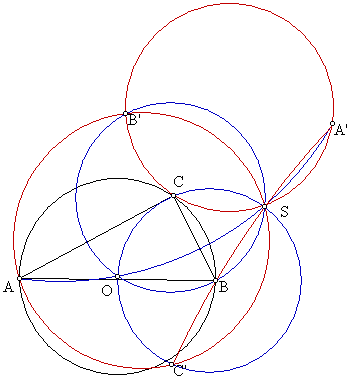
De spiegeldriehoek A'B'C' met zes cirkels die door een gezamenlijk punt gaan.

De spiegeldriehoek is de driehoek A'B'C' die wordt verkregen door het spiegelen van elk van de hoekpunten van een driehoek ABC in diens overstaande zijde. Het is een Jacobi-driehoek.

## Eigenschappen
- De spiegeldriehoek A'B'C' is gelijkvormig, zelfs gelijkstandig, met de voetpuntsdriehoek van het middelpunt van de negenpuntscirkel van ABC. De driehoeken hebben het zwaartepunt als perspectiviteitscentrum.
- De spiegeldriehoek is ontaard dan en slechts dan als {\displaystyle \cos \alpha \cdot \cos \beta \cdot \cos \gamma =-{\frac {3}{8}}}. In dat geval ligt het middelpunt van de negenpuntscirkel van ABC op diens omgeschreven cirkel.
- De spiegeldriehoek en ABC zijn perspectief.
- Is O het middelpunt van de omgeschreven cirkel van ABC, dan gaan de omgeschreven cirkels van de driehoeken AB'C', A'BC', A'B'C, AA'O, BB'O en CC'O door een gemeenschappelijk punt. Dit punt is de inverse van het punt van Kosnita in de omgeschreven cirkel van ABC.